# Zambrzyca (gromada)
Zambrzyca (do 31 grudnia 1956 Czarnia Duża) – dawna gromada, czyli najmniejsza jednostka podziału terytorialnego Polskiej Rzeczypospolitej Ludowej w latach 1954–1972.
Gromady, z gromadzkimi radami narodowymi (GRN) jako organami władzy najniższego stopnia na wsi, funkcjonowały od reformy reorganizującej administrację wiejską przeprowadzonej jesienią 1954 do momentu ich zniesienia z dniem 1 stycznia 1973, tym samym wypierając organizację gminną w latach 1954–1972.
Gromadę Zambrzyca z siedzibą GRN w Zambrzycy utworzono 1 stycznia 1957 w powiecie sierpeckim w woj. warszawskim w związku z przeniesieniem siedziby gromady Czarnia Duża z Czarni Dużej do Zambrzycy i zmianą nazwy jednostki na gromada Zambrzyca.
1 stycznia 1958 z gromady Zambrzyca wyłączono: (a) wieś Dziki Bór, włączając ją do gromady Szczutowo w tymże powiecie i województwie oraz (b) wsie Czarnia Duża, Czarnia Mała, Otocznia i Zambrzyca, włączając je do gromady Skrwilno w powiecie rypińskim w woj. bydgoskim; w ten sposób pozbawiona terytorium, gromada Zambrzyca została zniesiona.